# Bâtiment principal de l'université de Jyväskylä
Le bâtiment C ou bâtiment principal de l'université de Jyväskylä (finnois : Jyväskylän yliopiston päärakennus), est un bâtiment de l'université de Jyväskylä construit sur Seminaarinmäki à Jyväskylä en Finlande.

## Galerie

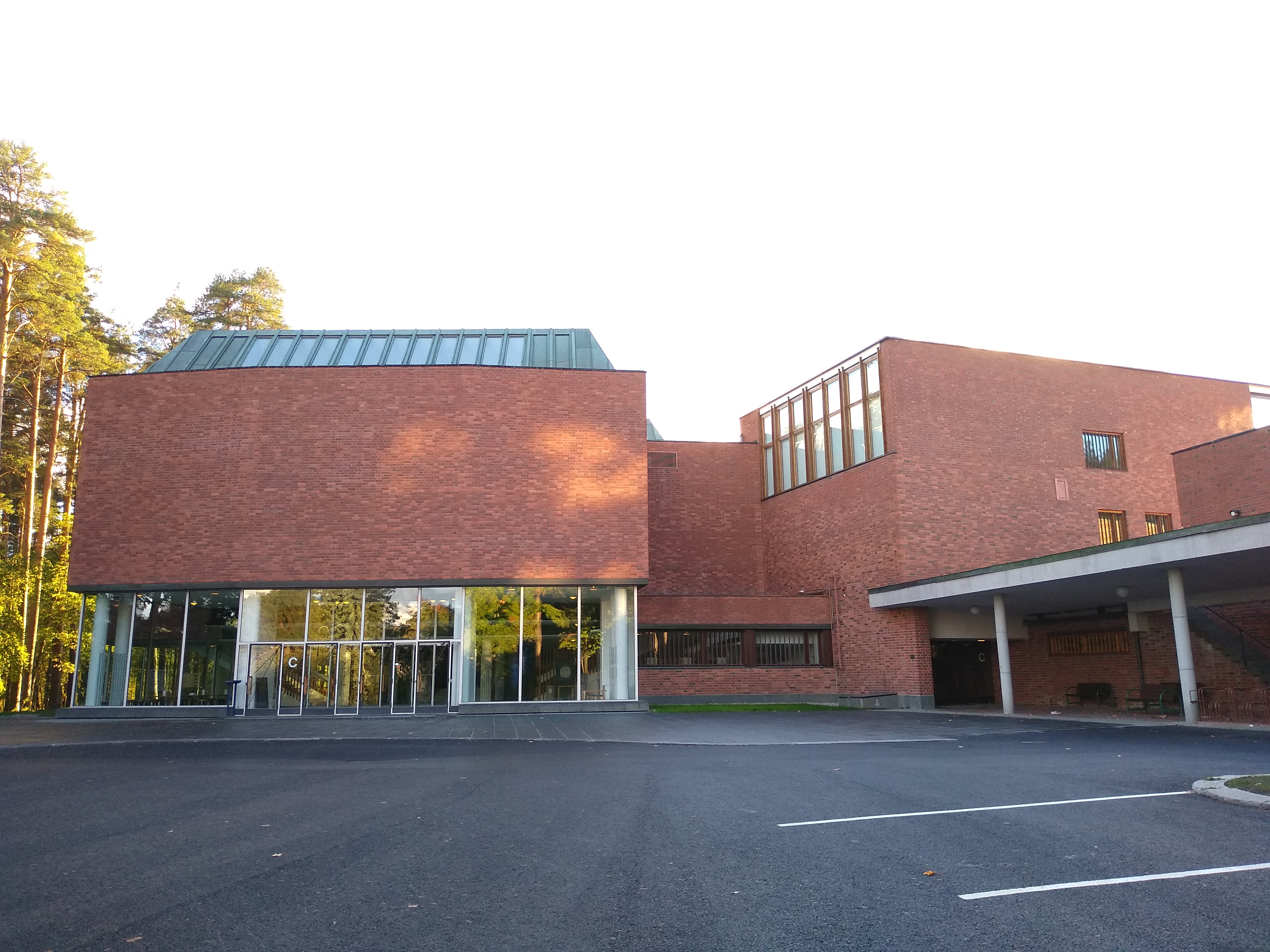
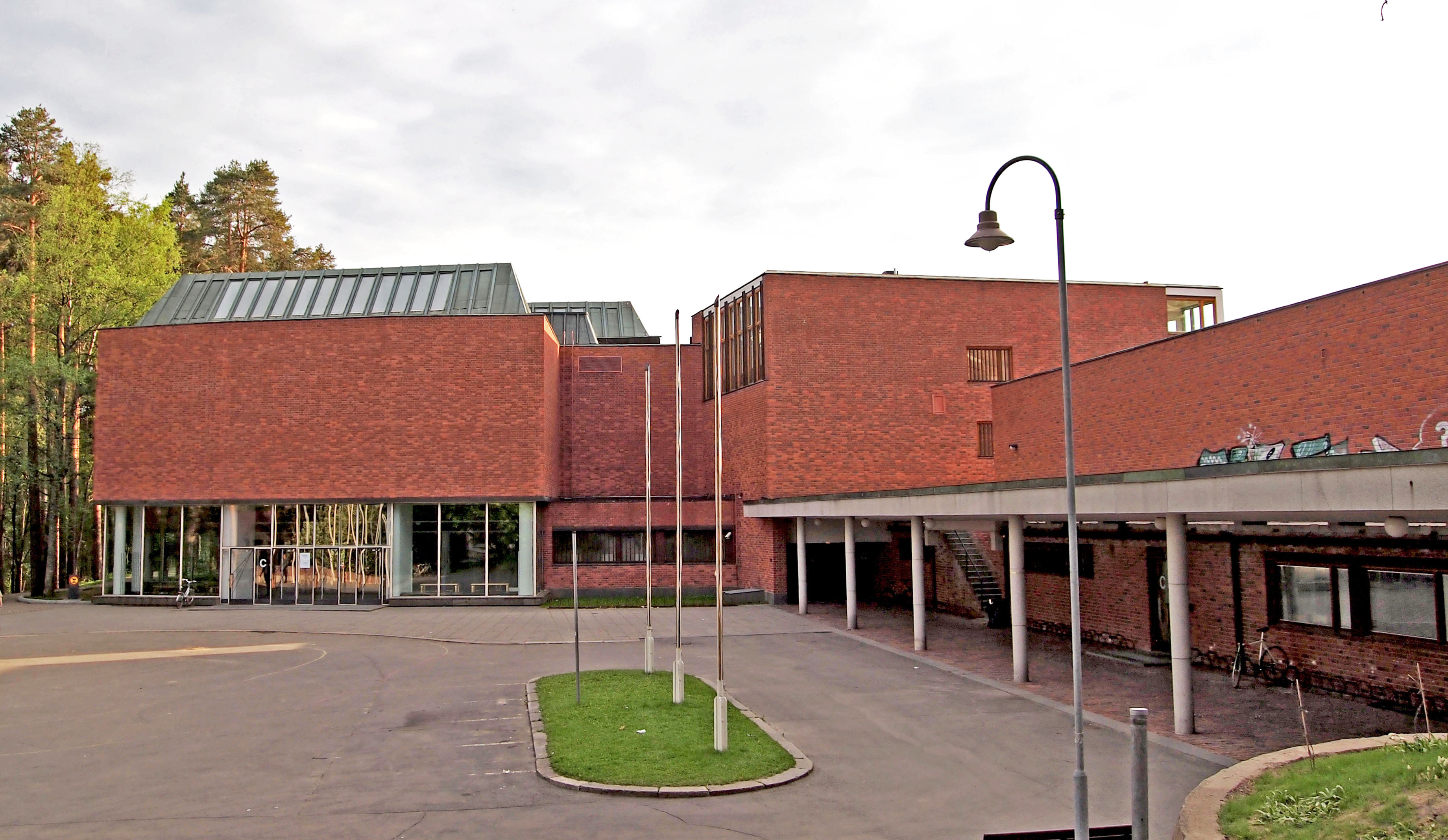
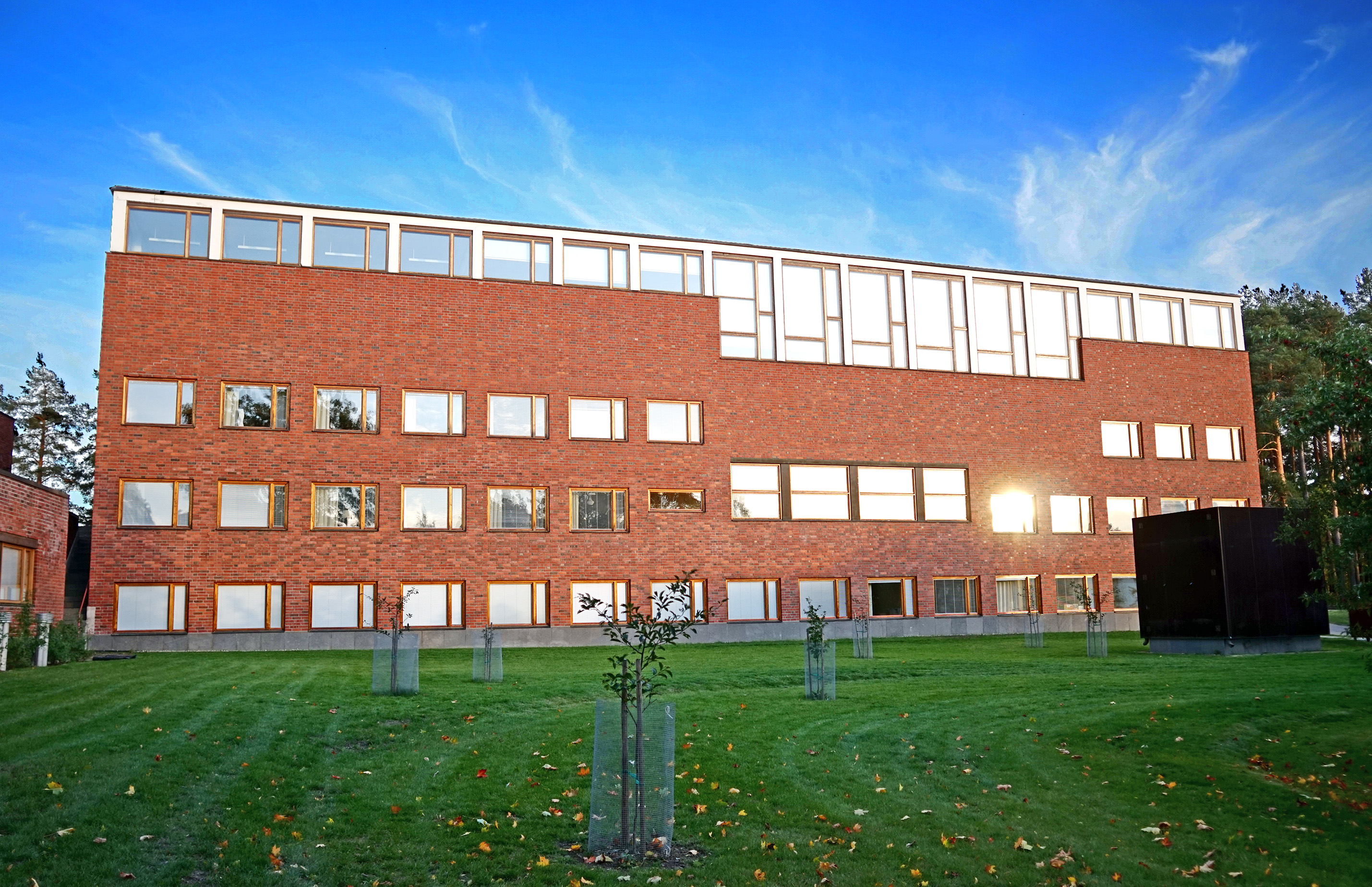
Façade Nord.